# Отдел криминальных расследований Корпуса морской пехоты США
Отдел криминальных расследований Корпуса морской пехоты США (англ. United States Marine Corps Criminal Investigation Division) — следственный орган Корпуса морской пехоты США. Центральный аппарат Отдела размещён в здании «Рассел-Нокс», база Квантико, штат Виргиния.

## История
Отдел криминальных расследований Корпуса морской пехоты США был образован в 1945 году. До 1976 года Отдел криминальных расследований обладал юрисдикцией в отношении всех преступлений, совершённых военнослужащими Корпуса морской пехоты США. В июне 1976 года между  Военно-морской следственной службой (предшественницей Службы криминальных расследований ВМС США) и комендантом Корпуса морской пехоты США был подписан первый меморандум о взаимопонимании, в соответствии с которым Отдел криминальных расследований Корпуса морской пехоты США передал Военно-морской следственной службе свои полномочия по ведению уголовных расследований в отношении значительной части преступлений. Новые меморандумы о взаимопонимании были подписаны в 1987, 1999 и 2003 годах.

## Принципы работы

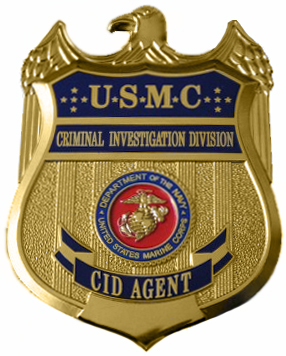
Служебный значок специального агента Отдела криминальных расследований Корпуса морской пехоты США

В соответствии с действующим меморандумом о взаимопонимании за расследование уголовных преступлений (как фактических, так и предполагаемых), совершённых персоналом Корпуса морской пехоты США и подпадающих под действие Единого кодекса военной юстиции США, по общему правилу отвечает Служба криминальных расследований ВМС США. Однако Отдел криминальных расследований Корпуса морской пехоты США сохраняет следственную юрисдикцию в отношении преступлений, за которые Единым кодексом военной юстиции США предусмотрено наказание не строже 1 года лишения свободы, а также в отношении более тяжких преступлений, которые Служба криминальных расследований ВМС США прямо не взяла в свою следственную юрисдикцию, будучи проинформированной Отделом криминальных расследований Корпуса морской пехоты США о фактах их совершения. В то же время Служба криминальных расследований ВМС США может привлекать агентов Отдела криминальных расследований Корпуса морской пехоты США для проведения расследований, которые она взяла в свою юрисдикцию.
Личный состав отдела криминальных расследований Корпуса морской пехоты США формируется как из военнослужащих Корпуса морской пехоты США, так и из числа гражданских лиц.

## Руководство
Отдел криминальных расследований Корпуса морской пехоты США возглавляется прово-маршалом (provost marshal) Корпуса морской пехоты США, который подчиняется непосредственно коменданту Корпуса морской пехоты США.

## Организационная структура
В роли центрального аппарата Отдела криминальных расследований Корпуса морской пехоты США выступает офис прово-маршала (provost marshal’s office) Корпуса морской пехоты США.

## Вооружение
Агенты Отдела криминальных расследований Корпуса морской пехоты США вооружаются пистолетом Glock 19.